# Швецов, Пётр Филимонович
Пётр Филимо́нович Швецо́в (14 [27] января 1910, Уфимский уезд, Уфимская губерния — 9 июня 1992, Москва) — советский учёный-геокриолог, доктор геолого-минералогических наук, профессор, член-корреспондент АН СССР (1953), лауреат Сталинской премии второй степени (1952).

## Биографии
Родился 14 (27) января 1910 года в поселке Казанский (ныне Башкортостан) в семье крестьянина-бедняка.
В 1935 году окончил МГРИ имени С. Орджоникидзе по специальности гидрогеология и инженерная геология. В 1933 году, будучи ещё студентом-практикантом, участвовал в мерзлотногрунтовых изысканиях трассы БАМ в составе Дальне-Восточной комплексной экспедиции АН СССР.
По окончании МГРИ весной 1935 года Швецов был назначен начальником Анадырской мерзлотной станции горно-геологического управления Главсевморпути. В этой должности он проработал до октября 1936 года По полученным там материалам исследований им была написана монография «Вечная мерзлота и инженерно-геологические условия Анадырского района», которая была опубликована в 1938 года. После этого, проработав полтора года зам.начальника Шпицбергенской геолого-разведочной экспедиции, П. Ф. Швецов был приглашен основоположником мерзлотоведения проф. М. И. Сумгиным на работу начальником Якутской экспедиции СОПС, а по АН СССР — на должность начальника отряда.
Весной и летом 1939 года он, вместе в однокашником В. П. Седовым занимался исследованиями гигантских тарынов на хребте Тас-Хаяхтах. По результатам исследований ими были написаны ряд статей и монография «Гигантские наледи и подземные воды хребта Тас-Хаяхтах», которая была опубликована в 1941 году. Написанную в это время кандидатскую диссертацию Швецов не успел защитить, поскольку добровольно вступил в ряды РККА. Служил военным цензором штаба 6-й гв. армии.
После демобилизации из рядов Советской Армии принял активное участие в мерзлотно-гидрогеологических экспедиционных исследованиях Института мерзлотоведения имени В. А. Обручева АН СССР: 1946—1948 годах — на Оймяконском плоско-горье с зимовкой, в 1952—1953 годах на Яно-Индигирской приморской низменности. По материалам исследований им была написана и в 1951 году опубликована фундаментальная монография «Подземные воды Верхояно-Колымской горно-складчатой области и особенности их проявления, связанные с низкотемпературной вечной мерзлотой». Эта работа была удостоена в 1952 году Государственной премии за открытие значительных по запасам и пригодных для водоснабжения месторождений подземных вод и установление закономерностей их формирования.
23 октября 1953 года был избран членом-корреспондентом АН СССР.
В 1956 году был назначен директром Института мерзлотоведения имени В. А. Обручева АН СССР.
Член секции Комитета по Ленинским и Государственным премиям, принимал участие в работе ученых советов ВСЕГИНГЕО, ПНИИИСа, Института водных проблем АН СССР. Он входил в состав НТС Госстроя СССР, научных советов по криологии Земли АН СССР и по инженерной геологии и геотермии АН СССР.
Последние годы[когда?] работал в Москве в Институте литосферы АН СССР.
Скончался он в 1989 году. Похоронен на Троекуровском кладбище.

## Популяризатор геокриологической науки
Неоднократно печатался в журнале «Природа», являясь автором таких научно-популярных изданий, как «Мерзлые слои земные, их распространение и значение» (1963), «Живая вода в недрах Севера» (1981), «Под землю, чтобы сберечь Землю» (1983), «Физическая геокриология» (1986), «Геокриология и проблемы освоения Севера» (1987). В своих научно-популярных работах Пётр Филимонович стремился не столько к тому, чтобы изложить широкому кругу читателей результаты геокриологических исследований, сколько к выдвижению новых проблем науки и рассмотрению путей их разрешения. Так, в книге «Физическая геокриология», написанной им совместно с В. П. Корольковым, обосновывается правомерность и важность выделения этой частной геокриологической науки, рассматриваются перспективы её развития и методы исследований.

## Награды и премии
- Сталинская премия второй степени (1952) — за открытие новых закономерностей в формировании подземных вод[источник?]
- два ордена Отечественной войны II степени (20.7.1944, 6.4.1985)[источник?]